# كهربائية حديدية
الكهربائية الحديدية (ملاحظة 1) هي خاصة تظهرها بعض المواد المعينة ذات الاستقطاب الكهربائي التلقائي، والذي يمكن عكسه عند تطبيق حقل كهربائي خارجي.
يستخدم هذا المصطلح بشكل مناظر للمغناطيسية الحديدية، وكانت تلك الخاصة معروفة عندما اكتشفت الخاصة الكهربائية الحديدية في سنة 1920 في ملح طرطرات الصوديوم والبوتاسيوم (ملح روشل) من العالم جوزيف فالاسك Joseph Valasek.